# Federico De Robertis
Federico De Robertis (Lucca, 5 de junio de 1962) es un músico, productor y compositor contemporáneo italiano. Compuso la banda sonora de muchas películas del director italiano Gabriele Salvatores, Puerto Escondido (1992), Nirvana (1995) y Educación siberiana (2013), también para los hermanos Vanzina.

## Biografía
De Robertis nació en Lucca, Toscana.
Comenzó a comenzó a trabajar en bandas sonoras en 1991 con el director Gabriele Salvatores, luego con Carlo Vanzina, entre otros. En octubre de 2011 fundó un grupo musical, Fede & gli Infedeli , con el que interpretó varias bandas sonoras y canciones de su propia composición. En 2018 fue autor de un tema para la película Volare (película) dirigida por Gabriele Salvatores , y ese mismo año trabajó en la composición de la música para un proyecto de arte multimedia sobre La rondine de Giacomo Puccini . Al año siguiente, como parte de un evento organizado por el Festival de Cine de Lucca , los arreglos de la música original de Blade Runner compuesta por Vangelis . En 2020, compuso la música original de Italia Lockdown , una película colectiva editada por Salvatores.

## Discografía seleccionada

### Solo y colaboración
- Puerto Escondido (1992, banda sonora)
- Io No spik inglish (1995, banda sonora)
- Nirvana (1995, banda sonora)
- Selvaggi (1995, banda sonora)
- Banzai (1997, banda sonora)
- 2061: Un año excepcional (2007, banda sonora)
- Educación siberiana (2013)

## Premios y reconocimientos

### David di Donatello
- 1994 - Nominación a mejor banda sonora por Sud
- 1997 - Nominación a Mejor Banda Sonora por Nirvana
- 2015 - Nominación a la mejor banda sonora por The Invisible Boy

### Cintas de plata
- 1994 - Premio a la mejor banda sonora por Sud

### Golden Ciak
- 1994 - banda sonora de Sud

### Globo de Oro
- 1994 - banda sonora de Sud